# Тото (певец)
Вижте пояснителната страница за други личности с името Тото.
Йонислав Венциславов Йотов, по-известен с артистичния си псевдоним Тото, е български певец, продуцент, актьор, водещ на подкаст и съосновател на група „Скандау“ с Лъчезар Евтимов.
Участва в предаванията на Нова телевизия „ВИП Брадър“, „Като две капки вода“ , „Забраненото шоу на Рачков“ и „Маскираният певец“.

## Биография
Роден е във Враца на 29 юни 1991 г. и има по-малък брат. Играе футбол в юношеските отбори на Ботев (Враца), Локомотив (Мездра), Славия (София) и Левски (София).

## Телевизионни участия
През 2017 г. печели телевизионното риалити предаване „ВИП Брадър“.
През 2020 г. участва в телевизионното музикално предаване „Като две капки вода“.
През 2021 г. участва във вечерното телевизионното предаване „Забраненото шоу на Рачков“.
На 7 май 2021 г. се излъчва епизод на българския криминален сериал „Отдел издирване“ с негово участие.

## Музикална кариера
През 2008 г. става част от група „New Voice“, с която записва няколко песни и която става популярна във Враца. Видеоклипът към песента „Два стотака“ се ротатира по телевизия „S Мюзик“; песента става местен хит. През 2009 г. „New Voice“ осъществяват концерт в читалище „Развитие“, като на сцената излиза и Криско. Същата година групата отива на форума „Голямото междучасие“.
През 2010 г. заедно с Лъчезар Евтимов (друг бивш футболист на „Левски“ (София)) започва музикална кариера и основават групата „Скандау“.
През 2020 г. участва в телевизионното музикално предаване „Като две капки вода“ и в предаването „Маскираният певец“ като гост-участник в ролята на Лъва и Камъка. През есента на 2021 г. отново участва в „Маскираният певец“, но като редовен участник в ролята на Камъка.

## Подкаст
Тото е водещ на подкаста „При Тото“, излъчващ се в YouTube. Подкастът му бързо се превръща в един от най-гледаните подкасти в страната като кани много известни личности и някои от епизодите са заснети с публика на живо.
По време на един от подкастите неговият гост Тити Папазов споделя, че през 90-те години е остригал косата на своя 16-годишна приятелка като наказание за изневяра. Случаят предизвиква много негативни реакции в обществото както към Тити, така и към Тото заради неговото засмиване на разказаната история. Това кара Тото да свали клиповете си от YouTube, а множество спонсори прекратяват договорите си с него.

## Дискография
| Заглавие        | Година | Позиция в БГ чарта |
| --------------- | ------ | ------------------ |
| Аре бе          | 2015   | 1                  |
| Къде попаднах?  | 2016   | 1                  |
| Чужди усмивки   | 2018   | 1                  |
| Циганска сватба | 2020   | 1                  |
| Само ако бях    | 2021   | 1                  |
| Мамба           | 2021   | 1                  |
| Партизанка      | 2022   | 1                  |

## Личен живот
Тото има връзка с танцьорката Кристин Петринска, като двамата имат син, роден през 2019 г. и дъщеря, родена през 2022 г.